# Speeldoos (muziekinstrument)

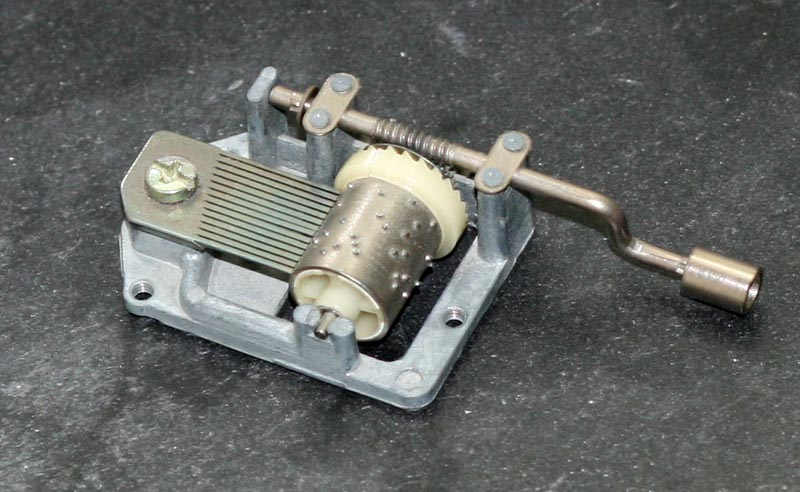
Speeldoosmechaniek van een eenvoudig speeldoosje

Een speeldoos of muziekdoos is een muziekinstrument dat behoort tot de lamellofonen, Er wordt een melodietje gespeeld nadat een veer is opgewonden met een sleutel of door aan een touwtje te trekken. Er zijn ook speeldozen die geen veer hebben maar werken door met de hand aan een slingertje te draaien. Deze speeldoosjes zijn vaak te krijgen in souvenirwinkels. Op het speeldoosje staat dan vermeld welke melodie er gespeeld wordt als aan het slingertje gedraaid wordt.

## Geschiedenis
De eerste trommels met pinnetjes werden gemaakt door een klokkenluider in Vlaanderen in de 14e eeuw. Deze pinnen dreven hamers aan die op de klokken sloegen. De uitvinding van de speeldoos wordt toegeschreven aan de klokkenmaker Antoine Favre-Salomon te Genève in 1796. Gedurende de 19e eeuw werden verschillende elementen toegevoegd aan het mechaniek. De ontwikkeling van apparaten die op commando automatisch muziek ten gehore kunnen brengen is het thema van de Nederlandse musea Museum Speelklok in Utrecht en het Kijk & Luistermuseum te Bennekom.

## Cilinderspeeldoos
In de cilinderspeeldoos zit een ronde trommel, die door een veer of met de hand in beweging gebracht wordt. Op deze trommel zitten pinnetjes die, doordat ze reepjes metaal aanraken, de toon en het ritme bepalen. De reepjes zitten op een kam en zijn tot steeds toelopende lengtes uitgezaagd, waardoor elk een andere toonhoogte heeft. Doordat de trommel steeds ronddraait, kan er slechts een kort melodietje worden afgespeeld, dat steeds wordt herhaald. In geavanceerde speeldozen kan de trommel vervangen worden, zodat meerdere melodieën ten gehore gebracht kunnen worden.

### Torenklokken
De meeste beiaarden zijn voorzien van een automatisch speelwerk dat als wekkering dient. Lang gebeurde dit met een speeltrommel die in principe niet verschilt van de trommel in een speeldoosje, later werd dit elektronisch geregeld. De pennen in de trommel kunnen vervangen worden ("versteken").

### Kinderkamer
Een speeldoosje is vaak aanwezig in kinderkamers. Wordt de veer opgewonden door aan een touwtje te trekken, dan kan zelfs een klein kind het afspelen starten. Vaak wordt het wiegenlied van Brahms (Guten abend, gut' Nacht) gespeeld. Een ander vaak gespeelde melodie is Vader Jacob.
Een speeldoosje wordt in de kinderkamer ook wel eens gecombineerd met een mobile die rond gaat draaien als het speeldoosje speelt. Dit wordt dan een Muziekmobile genoemd. Speeldozen zijn er in verschillende varianten.

## Schijvenspeeldoos
Een ander type is de schijvenspeeldoos. Hierin zit een ronde schijf met gaatjes die wordt "gelezen" met pennetjes. Deze schijven zijn soms verwisselbaar, zodat van melodie kan worden veranderd. Een dergelijke speeldoos is ook in het Kabouterdorp in de Efteling te vinden.

## Producenten
De Grote Drie (Die Grosse Drei) met 90% van de wereldproductie waren: Symphonion (Leipzig, 1887–1915), Polyphon (Leipzig, 1897–1930) en de Regina Music Box van de Regina Music Box Company (New Jersey, 1894–1922).

## Wetenswaardigheden
Het instrument wordt onder meer bezongen in Een speeldoos door Annie Palmen.